# Santa Creu d'Ollers
La Santa Creu d'Ollers (o també la Santa Creu dels Ollers, com és denominada a la contrada) és una ermita romànica del segle xi o xii de Vilamantells (municipi de Guixers) inclosa en l'Inventari del Patrimoni Arquitectònic de Catalunya.
Està situada a 933,1 m. d'altitud a tocar de la vora de llevant de la carretera que mena de Sant Llorenç de Morunys a La Coma, just al límit del terme de Guixers amb el de Sant Llorenç de Morunys.

## Descripció

### Exterior
L'ermita està closa en un recinte de paret de pedra de poca alçada (en alguns punts no sobrepassa els 30 cm.). Aquest clos, a més de l'ermita, inclou un altre clos més petit que segurament havia fet la funció de cementiri per bé que actualment no s'hi observa cap mena de sepultura i la font de la Santa Creu d'Ollers.

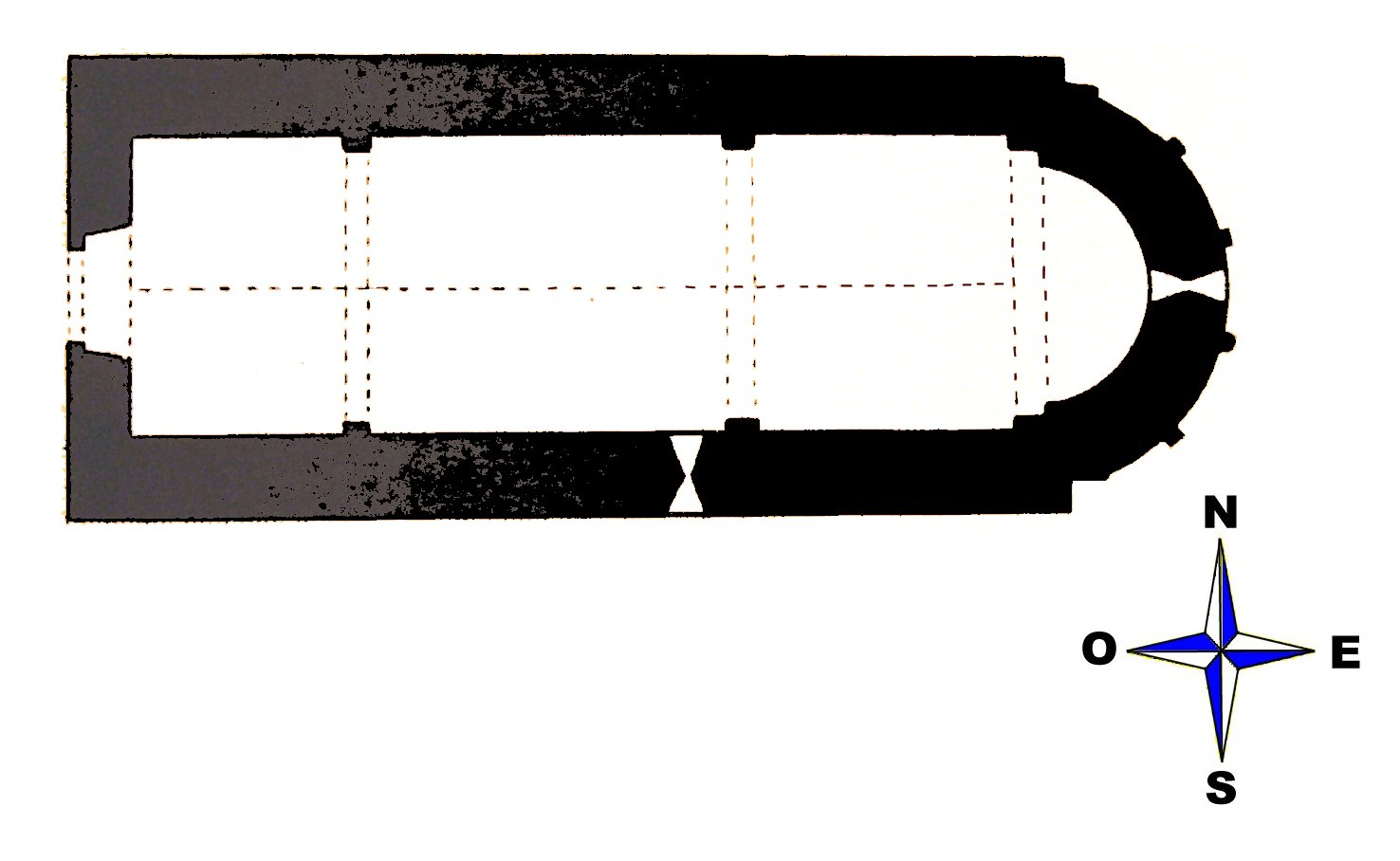
Planta Santa Creu d'Ollers

L'ermita (14,8 x 5,80 m.) és d'una sola nau rectangular capçada a llevant per un absis semicircular. Aquesta única nau és coberta per una teulada a dues aigües amb teules.
El parament de les parets està fet amb pedres de diferents mides col·locades en filades i escairades a cops de maceta.
L'absis està bastit damunt un basament de pedra format per una triple graonada semicircular que l'envolta i que no fou visible fins a les reformes de 1950. La part exterior està decorada amb 5 faixes llombardes que baixen fins a la part superior del basament. Entre faixa i faixa hi ha dos arcs cecs de mig punt excepte en la part central de l'absis en la qual només n'hi ha un. També s'hi poden observar alguns forats de bastida. Està coronat per una cornisa absidal feta amb pedres rectangulars i cobert per una teulada semicònica de lloses que no arriba al nivell de la teulada de la nau.

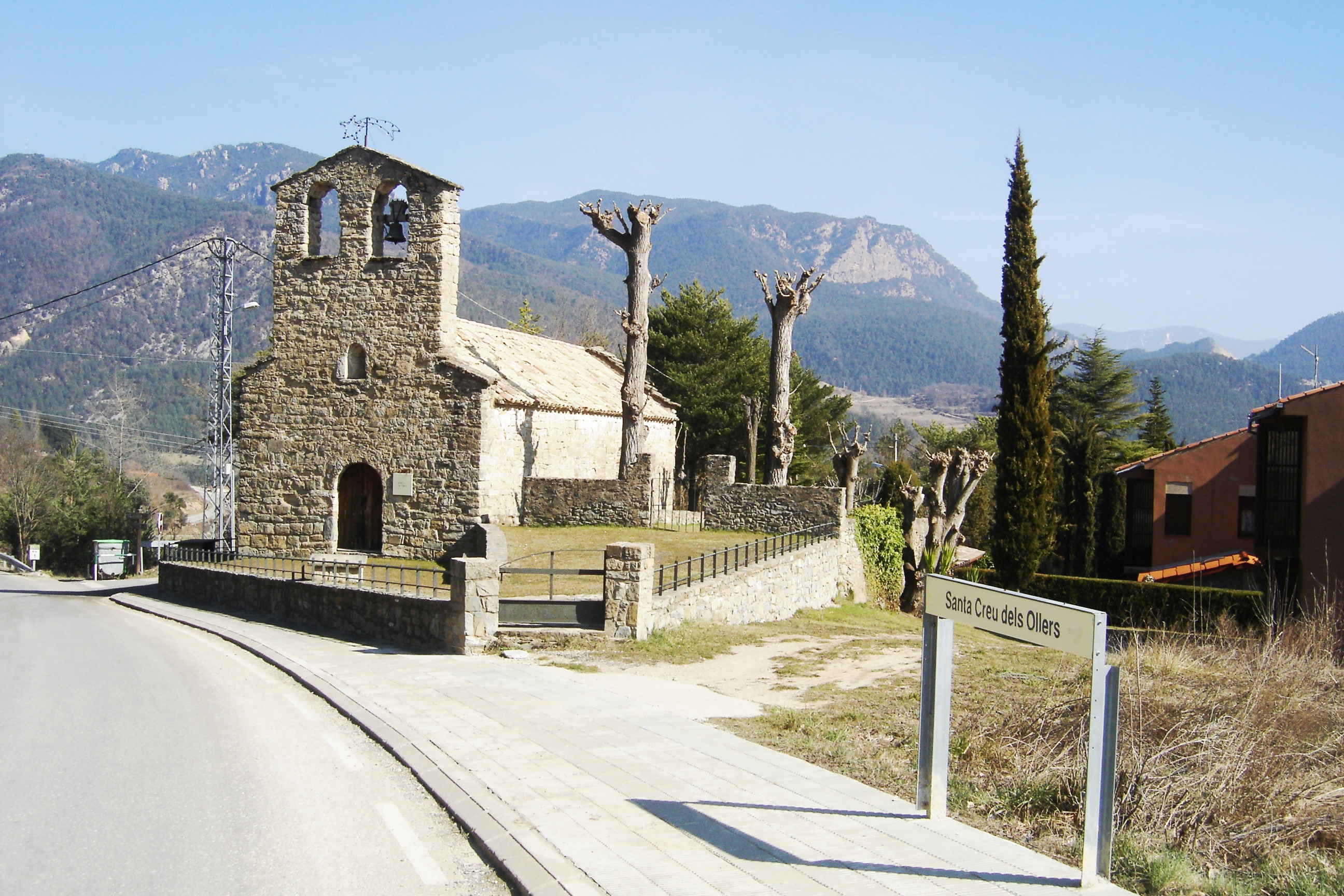
Façana

El frontis és coronat per un campanar d'espadanya, amb dues finestres cobertes amb arc de mig punt adovellat. La finestra de la dreta té campana mentre que la de l'esquerra és buida. La portalada d'accés a l'ermita s'obre al centre del frontis i és d'arc de mig punt adovellat i decorat amb un arc, també de mig punt, fet amb pedres rectangulars. La porta, de doble fulla, és de fusta sense ferrar.
Finestres: Una al centre de l'absis, de dues esqueixades i d'arc de mig punt adovellat, una altra de característiques iguals que l'anterior però de més alçada a la façana sud i una tercera finestra damunt la porta del frontis també de doble esqueixada i d'arc de mig punt tot i que no pas adovellat com les dues anteriors sinó monolític.

### Interior
L'interior és cobert amb una volta lleugerament apuntada, subdividida en tres trams per tres arcs torals sostinguts per pilars adossats als murs laterals. L'arc preabsidial és de mig punt. L'absis és cobert per una volta de quart de cercle.

## Història
En un document datat el 14 d'octubre de l'any 1084 els comtes d'Urgell, Ermengol III de Barbastre i la seva esposa Adeled (Adelaida de Besalú) van fer donació al monestir de Sant Llorenç de l'església de Santa Creu de la "Villa de Ollerios".